# Архітектура Польщі
Архітектура Польщі — сучасні та історичні пам'ятки, що мають архітектурну та історичну значимість.

## Середовище
Балтійські та слов'янські племена, які проживали на території сучасної Польщі, мали свої ранні державні утворення, які групувалися довкола двох основних центрів — Кракова у Малій Польщі (вісляни) і Гнєзно у Великій Польщі (поляни). У другій половині IX ст. Краків був включений до складу Великої Моравії. Архітектура Польщі пройшла ті ж етапи стильового розвитку, що й інші католицькі країни Центрально-Східної Європи.

## Романська доба
Характерними для романської доби були формування системи укріплених поселень на польських землях. Міста розвивалися під захистом замків і мали нерегулярне розпланування. Поява в Польщі 1175 р. Магдебурзького права сприяє створенню регулярних міських розпланувань. Прикладом є план середньовічного Кракова з замком на горі, нерегулярною забудовою уздовж основних шляхів під горою та регулярним містом, розпланованим у другій чверті XIII ст., з квадратовою ринковою площею, на якій містилися ратуша, торговельний двір Сукенице та головний у місті Маріяцький костел. Схожі магдебурзькі розпланування постали у другій половині XIII ст. у Варшаві, Ґданську, Торуні та інших містах. По завершенню романської доби в польських містах починають зводити перші муровані ратуші з вежами, але, до цього часу, від них мало що збереглося (ратушна вежа в Торуні 1258 р.)

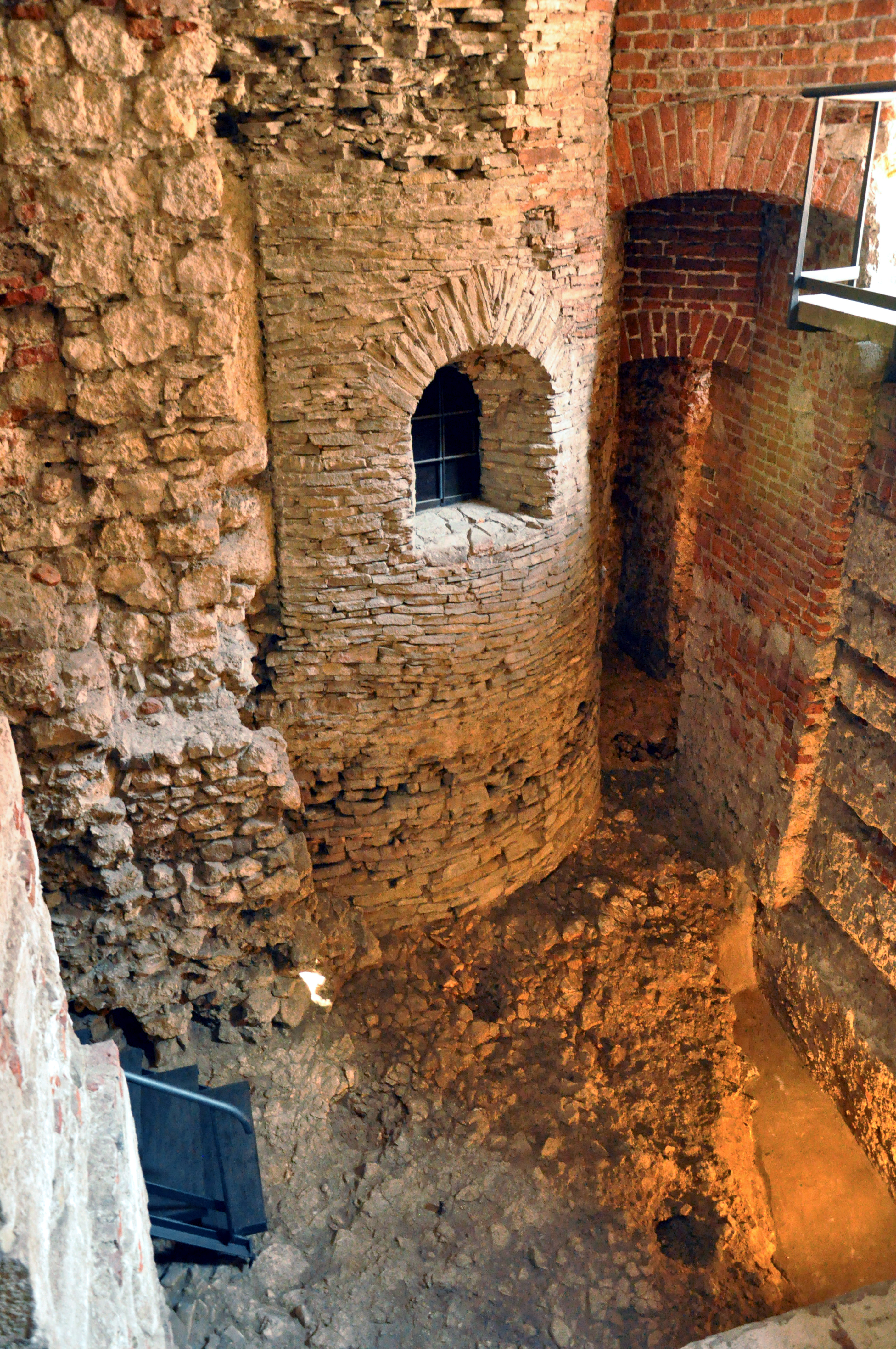
Ротонда Діви Марії

Романська мурована архітектура в Польщі була започаткована в другій половині XI ст. Зі старіших часів (X — перша половина XI ст.) залишилися тільки рештки центричних храмів — ротонд і тетраконхів, що належали до впливів церковної архітектури Великої Моравії. Це чотириапсидні (тетраконхові) ротонди Діви Марії на Вавелі в Кракові (так званий храм А) та в Гнєзно, одноапсидна ротонда в Цешині, а також кілька інших храмів.
Романська архітектура в усій своїй красі вперше проявилися в тринавовій, триапсидній кафедральній базиліці Св. Гереона на Вавелі в Кракові середини XI ст. Вона мала трансепт і дві вежі на західному фасаді (до теперішніх часів не збереглася). За зразком цього костелу будувалися всі інші костели в Польщі, зокрема й костел у Кружвиці 1120—1140 рр. і Св. Андрія в Кракові XI ст., що мав потужні оборонні якості. Підтвердженням цього є той факт, що його не змогли здобути навіть монголо-татари в 1241 р.
На польську архітектуру, також, вплинула німецька романіка. В Польщі почали будувалися й костели з вестверками. Таку композицію має костел у Тумі біля Ланчиці 1127—1161 рр., його призначенням було проведення церковних і магнатських з'їздів. По типу костелу у с. Вежбна (1230 р.) з розвиненою вівтарною частиною та двома вежами, почали будувати невеликі міські та сільські парафіяльні храми. У ту добу в Польщі почали з'являтися й одно- та триапсидні храми зального типу (костели в Зембиці, Колобжезі).
Усі ці костели будувалися з тесаного каменю. Починаючи з XIII ст. у Польщі під впливом цистерціанців поширюється цегляне будівництво (костел Св. Яна в Сандомирі 1250 р.). Для більш пізньої польської архітектури стане характерним поєднання червоних цегляних стін з білокам'яними деталями, нерідко — прикрашеними різьбленням.
У романську добу починають перебудовувати дерев'яні укріплення на муровані. В найбільші тогочасних замках відразу будували муровані донжони, а вже потім, в готичну добу — й інші муровані укріплення. Прикладами є замки в Ополе 1260 р., а також Вавель у Кракові, де серед дерев'яних стін на початку XIII ст. збудували кам'яний донжон, а в 1241 р. замок із заходу обвели муром.

## Готика
Готика в Польщі повність розвинулась у XIV ст., коли закінчилися феодальна роздрібненість у краї, монголо-татарські навали та країна знову стала королівством з 1319 р. На розвиток архітектури вплинуло інтенсивне зростання міст, розвиток господарства, а також науки й освіти (відкриття Краківського університету в 1364 р.).
Для громадських будівель стають характерними розпланувально-просторові композиції з центральним квадратовим чи прямокутним у плані внутрішнім двором, оточеним одно- або двоярусною стрілчастою аркадою, а також вінчання стін щипцями, декорованими стрілчастими нішами й фіалами. Найяскравішим прикладом є будинок Ягеллонського університету (Collegium Maius) в Кракові 1400 р. Найпоширенішими тогочасними громадськими будівлями були будинки купецьких гільдій і ратуш. Кожна ратуша мала дво- триповерховий основний корпус з залом засідань і високу вежу з годинником та обов'язково сполучалася з будівлею торгових рядів. Характерними прикладами є ратуші в Гданську 1372—1502 рр. з вежею 1561 р., у Вроцлаві 1300—1506 р. У XV ст. відомий і інший тип ратуші — без веж, з лоджією на причілковому фасаді й пишно прикрашеними щипцями. Дві такі ратуші збудував майстер Генріх Брунсберг у Щеціні й Хойні. Характерними зразками купецьких громадських будівель Гданська є будинок Артуса 1476—1481 рр. і будинок Куркового братства 1479—1494 рр. Вони прямокутні в плані, з центральним великим зальним приміщенням, перекритим склепіннями (в будинку Артуса це зірчасте склепіння на чотирьох тонких гранчастих колонах).
Прямокутні ринкові площі та вулиці забудовують стандартними будинками, зверненими до вулиці. На першому поверсі кожного будинку з боку вулиці (площі) містилася лавка власника, за нею, а також у підвалі — склад товарів; на другому поверсі влаштовували парадні приміщення, на третьому і вище — житлові. Такі будинки доби готики зводили як у фахверкових, тобто дерев'яних каркасних конструкціях, так і в мурованих із цегли. Підвали й перші поверхи мурованих будинків перекривали склепіннями, горішні поверхи — стелями по дерев'яних балках. Фасади таких мурованих будинків увінчували готичними щипцями, що закривали двосхилі дахи, й мали стрілчасті портали й віконні ніші (будинок князів Мазовецьких у Варшаві XV ст.).
У цей же час виникають монументальні готичні будівлі й споруди господарського призначення — житниця XIV ст. в Торуні, Великий млин та підіймальний кран «Журав» 1444 р. у Гданську, а також склади в Бидгощі та Грудзьондзі. Всі вони мають велетенські цегляні щипці, декоровані ступінчастими нішами.
У XIV ст. починають перебудовувати старі дерев'яні замки на муровані, в яких головну роль відводили масивному донжону (замок Бедзин XIV—XV ст.). Протягом XIV—XV от. найбільших перебудов зазнали муровані укріплення Кракова й особливо королівського замку Вавель. Варшаву також оточувала подвійна смуга мурів початку XV ст., посилених у XVI ст. барбаканами. Особливої уваги надавали зведенню пишно декорованих міських надбрамних башт (у Гданську, Слупську). Наприкінці XIV ст. з'явився новий тип замку з внутрішнім двором, оточеним готичною аркадною галереєю (замок Лідзбарк Вармійський), що став перехідним до ренесансних замків-палаців.
До унікального розпланувально-просторового типу належить ранньоготичний двохнавний зальний костел у Вислиці, збудований за часів короля Казимира ІІІ. Костел Діви Марії в Гданську — один із найбільших у Європі (розміри в плані 105х66 м). Він має трансепт, увінчаний щипцями, й велетенські вікна. Розпочали його будувати за базилікальною системою, а завершили як храм зального типу, з рівномірно освітленими навами однакової висоти (храми зального типу в цілому характерні для пізньоготичної архітектури). Контрфорси введені всередину храму: вони формують стіни між капелами, що прилягають ззовні до бічних нефів. Для образу цього храму характерний контраст велетенських лапідарних площин фасадів з тонко проробленим декором щипців, які увінчують трансепт.
Для XV ст. характерні однонавні та тринавні костели зального типу. Однонавні зальні костели були в Польщі традиційним типом невеликого парафіяльного храму. Зразком великого зального тринавного храму є костел св. Якова в Нисі 1401—1430 рр., а невеликого тринавного храму — шедевр майстра Генріха Брунсберга, костел Діви Марії в Познані 1433—1444 рр. Усі ці костели безвежові, проте в регіоні Мазовше під впливом архітектури хрестоносців на західних фасадах зводять великі вежі (костели в Нешаві й Остроленці).
Майстри готичної доби досконало опанували дерев'яні каркасні конструкції при створенні велетенських щипцевих дахів готичних костелів та інших будівель. Добре продумана система крокв, розпірок і підкосів дозволяла створювати просторові конструкції, що витримували значні статичні й динамічні навантаження. Найдавніші дерев'яні костели відомі з кінця XV ст. — в Дембно, Гривалді, Лончі 1490 р., Ксьонжему Лясі 1499 р. Вони однонавні, у плані наближені до квадрата, з вужчим вівтарем, прямокутним у плані чи гранчастим. Зрубні стіни вінчає стрімкий дах, що надає храмовому силуету готичного характеру. Це підкреслює і західна вежа-дзвіниця каркасної конструкції з нависаючою галереєю і високим шпилем.
Загалом для пізньої готики в Польщі характерне значне збільшення кількості мурованих будівель, урізноманітнення їхньої функціональної і розпланувально-просторової типології, ускладнення типів склепінь (зірчасті, сітчасті, «кришталеві») та архітектурних і декоративних форм — лопаток, фіалів, щипців, аттиків, віконних рам тощо.

## Ренесанс: друга третина XVI— початок XVII ст
Поява ранніх ренесансних явищ у Польщі відбулася на тлі традиційних форм місцевої готики, що зумовило особливості польського ренесансу. Ренесанс у Польщу прийшов спершу як придворна мода завдяки королю Сігізмунду I, котрий познайомився з ренесансною стилістикою в Буді, при дворі свого дядька — угорського короля. Сігізмунд запросив з Буди до Кракова італійських майстрів, котрі й створили в 1502—1506 рр. перший у Польщі витвір італійського ренесансу — гробницю Ольбрахта в кафедральному соборі на Вавелі. Проте в культовій архітектурі, яка дотримувалася готичних традицій, ренесансні впливи були мінімальними. Тому ренесанс у Польщі — це стиль цивільної архітектури.
Ренесансні житлові будинки у багатьох польських містах мали тераси-підсіння або/та аркадні галереї першого поверху на фасадах, звернених до вулиці чи площі (у Гданську, Тарнові, Сандомирі, Казимежі, Ярославі та ін.). Досить рідким був прийом так званого італійського дворика, коли всі приміщення великого будинку групувалися довкола внутрішнього аркадного двору, як правило, багатоярусного (капітальний будинок 1592 р. у Кракові на вулиці Каноніків). Існувало дві традиції завершень фасадів житлових будинків: північна (Гданськ, Торунь, Вроцлав), коли фасади завершувалися високими щипцями криволінійних обрисів; інша традиція пов'язана з, коли вуличні фасади вінчалися розвиненими аттиками горизонтальної композиції, які закривали схили дахів. Класичним зразком є будинок князів Острозьких (будинок родини Орсетті) у Ярославі початку XVII ст.
Найбільше ренесансна стилістика проявилася в замковій і палацовій архітектурі. Розвиток артилерії у цей час зробив непотрібними високі мури з баштами. Натомість міста і замки оточувалися земляними валами з бастіонами, внаслідок чого і старі, й нові замки набували більш житлового й палацового вигляду. Знаковою акцією ренесансної доби стала перебудова королівського замку Вавель у Кракові в 1507—1536 рр. Італійці Ф. Флорентіні, Б. Береччі та поляк Бенедикт Сандомежанин зруйнували частину готичних укріплень і звели чотирикутний велетенський палац з внутрішнім двором, оточеним багатоповерховими аркадами й колонними галереями. Це була найперша ренесансна будівля такого значного масштабу за межами Італії. У 1597 р. король Сігізмунд III розпочинає радикальну перебудову королівського замку у Варшаві (архітектор Анджей Абрагамович), в результаті якої замок набув п'ятикутної форми в плані, з великим внутрішнім двором і зі збереженням окремих фрагментів готичної будівлі. Риси ренесансної стилістики широко проявилися при перебудовах старих готичних замків: так, замки в Легниці та Бжезі отримали нові ренесансні брами ордерної композиції. Замок у Песковій Скалі прикрасила двоярусна ренесансна аркадна лоджія, увінчана вишуканим аттиком.
У культовій архітектурі знаковою пам'яткою італійського ренесансу в Польщі є капела короля Сігізмунда I при кафедральному костелі на Вавелі в Кракові, збудована в 1519—1533 рр. італійцем Б. Береччі. Вона кубічна, перекрита кесонованим сферичним куполом на світловому підбаннику і пандативах, має вишуканий ордерний декор. За цим зразком у Польщі було зведено чимало капел-гробниць при різних костелах.
Великі костели доби ренесансу будувалися за старою базилікальною схемою, прикладом чого є тринефна колегіата в Замості, збудована Бернардо Морандо в 1598—1600 рр., неф і пресбітерій якої перекрито циліндричними склепіннями (над середнім нефом — з люнетами). Костел у Казимежі над Віслою 1586—1613 рр. — однонефний, з півкруглим пресбітерієм, перекритий циліндричним склепінням. Він став зразком для невеликих ренесансних храмів. Під впливом Ордену єзуїтів наприкінці XVI ст. у Польщі з'явився новий тип великого костелу, що походить від композиції римського храму Іль Джезу і несе нову стилістику — перехідне від ренесансу до бароко, яку іноді називають маньєризмом, розуміючи його як стильове явище, в якому об'єктивні та формальні правила ренесансної концепції видозмінені «манерою», тобто суб'єктивним втручанням автора-архітектора з метою досягнення більшої художньої виразності та неповторності. До цієї стилістики належать костели в Каліші (1588 р.) та Св. Петра в Кракові 1597 р., які виступають провісниками нового великого загальноєвропейського стилю — бароко.

## Бароко: початок XVII— середина XVIII ст
Розвиток архітектури протягом XVII ст. був значно ускладнений з огляду на катастрофічні для країни наслідки воєн з козаками 1648-1660-х рр., а також воєн зі Швецією та Туреччиною. За часів короля Яна III Сабейського ситуація стабілізувалася й пожвавилося будівництво, проте потім настали так звані Саксонські часи (1697—1763 рр.), які в історії Польщі були епохою всеосяжної кризи, під час якої спостерігався значний занепад містобудівної діяльності (у порівнянні з попередньою добою та у порівнянні з синхронним містобудівним розвитком, наприклад, в Україні). Пояснюється це загальною кризою Речі Посполитої як наслідком вищезгаданих воєн.
З XVII новими значними акцентами у міській забудові стали монументальні барокові ансамблі, які особливого розвитку набули з середини XVIII ст. Це стало можливим завдяки геополітичній стабілізації та покращенню економічного становища в 1740-х рр. Численні магнатські й церковні католицькі (як орденські, так і дієцезіальні) фундації спричиняють появу великих і ефектних комплексів суто барокової композиції та стилістики, серед яких провідними були єзуїтські колегії. Багато колегій і монастирів отримували власні укріплення, як-от: Ченстоховський монастир на Ясній горі.

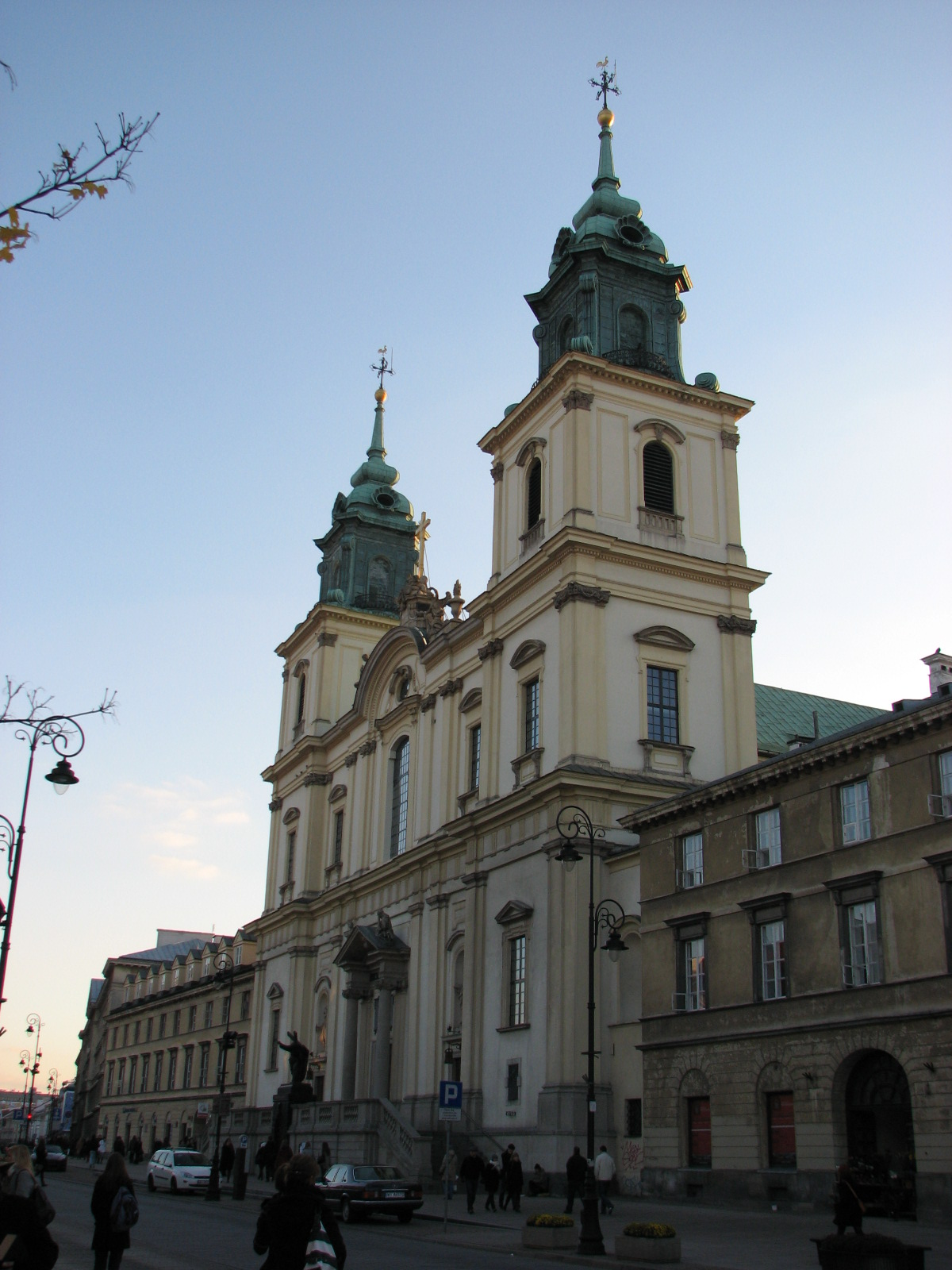
Собор Св. Хреста (Варшава)

Єзуїтські церкви у Польщі будувалися за зразком головного храму Ордену єзуїтів — римського Іль Джезу у вигляді тринефної баневої базиліки з трансептом, у якої замість понижених бічних нефів були шереги капел. Класичним зразком такого костелу є Петропавлівський у Кракові, збудований у 1605—1609 рр. італійцем Дж. Тревано. Розвиваючись, цей тип був доповнений двома вежами, що фланкували західний фасад (костел камедулів у Кракові 1605—1630 рр.). За цим зразком у Польщі було зведено безліч костелів — як у великих містах, так і в малих парафіях (костел у Сейно другої половини XVIII ст.). Двовежовий костел Св. Хреста у Варшаві є зразком бароко кінця XVII ст. Його фасади вирішені здвоєними та строєними пілястрами римо-доричного (в першому ярусі) та коринфського (в другому ярусі) ордерів. Спокійне й стримане трактування фасадів контрастує з вишуканими бароковими вінчаннями двох веж, що фланкують головний фасад.
Феноменом доби стала реконструкція давніших оборонних замків і перебудова їх на резиденції палацового характеру, здебільшого в стилістиці бароко. У цьому процесі важливу роль відіграв ренесансний тип «палац у замку», класичними взірцями якого були замки у Кшиштопорі (1631—1644 рр.), Ряшеві, Ланьцуті, де симетрично скомпоновані палацові корпуси оточені бастіонними укріпленнями. Відтак, будівництву суто барокових палацових резиденцій передує реконструкція старих замкових комплексів шляхом зведення в їхніх межах палацових корпусів.
Що стосується архітектурної пластики й декору, то в ранньому бароко фасадна пластика була досить стриманою; наприкінці XVII ст. з'являються активні фасадні членування пучками півколон і пілястр, активні розкріповки, розірвані фронтони, пишне ліплення — всі добре відомі засоби з арсеналу зрілого бароко. Проте головна увага замовників, архітекторів і художників була звернена на максимально пишне декорування костельних інтер'єрів з застосуванням мармуру й декоративного тиньку, позолоти, скульптури, поліхромії, ордерних декорацій, а також грандіозних ілюзіоністичних малярських композицій на склепіннях і в куполах. Форми зрілого бароко з'явилися і в старих костелах, які перебудовувалися в цю добу: найхарактернішими прикладами є реконструкція єзуїтського костелу в Познані 1695—1698 рр. і грандіозна перебудова однієї з найголовніших святинь Польщі — монастиря на Ясній горі у Ченстохові.
У XVIII ст. архітектурна пластика стає пишнішою, з елементами рококо, що демонструють фасади костелу Візиток у Варшаві 1728—1734 рр. архітекторів К. Баніта Д. Фонтана, а також краківські костели першої третини XVIII ст. архітектора К. Бажанки — Норбертанок, Місіонерів і Кармеліток.

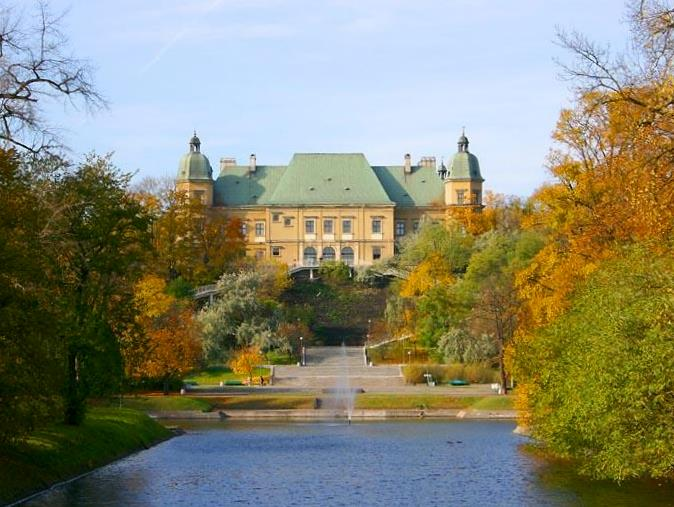
Уяздовський замок

Стилістика бароко досить рано проявилася в архітектурі королівських і великих магнатських резиденцій — переходом від однорядних до компактніших дворядних анфілад, прагненням до осьової симетрії та репрезентативності, виявом чого стали наріжні вежі, які вже не мали оборонного значення (Уяздовський замок у Варшаві, збудований королем Владиславом IV). Зразками розвиненого польського бароко є палаци в Кельцях, Крушині, Варшаві. Так, єпископський палац у Кельцях 1637—1641 рр. та палац Оссолінських у Варшаві вже не мають внутрішніх дворів: вони компактні, симетричність їхніх фасадів підкреслена центральними лоджіями та наріжними вежами.
Знаковим об'єктом для всієї польської архітектури є палац короля Яна III Собеського у Вілянуві під Варшавою, збудований у 1680—1694 рр. за французькими взірцями архітектором Лоччі. Король був прихильником французької культури, тому, орієнтуючись на Версаль, створив палацово-парковий ансамбль на основі строгої осьової симетрії, з курдонером, оточеним флігелями, зеленим партером і великим парком. Спершу (у 1680 р.) це був невеликий палац італійського типу з чотирма наріжними ризалітами. Після 1681 р. центральний корпус надбудували одним поверхом і до нього прибудували бічні галереї, які закінчувалися вежами.
У середині XVIII ст. завершилися перебудови королівського замку в Варшаві, внаслідок чого його головний симетричний фасад з центральною вежею, що виходить на площу, отримав ордерні членування пілястрами великого ордера, що об'єднували другий і третій поверхи. У 1746 р. з боку р. Віоли за проєктом архітектора Й. Кноффеля влаштували ризаліт з бальним залом. У другій половині XVIII ст. були частково реконструйовані інтер'єри замкових залів у стилістиці рококо.
Загалом у середині XVIII ст. у Польщі вже набув широкого розповсюдження так званий Палладіанський тип резиденції з курдонером, утвореним головним корпусом та з'єднаними з ним галереями бічними флігелями, які називалися офіцинами. Така композиція давала нове, класичне розв'язання старій польській традиції розташовувати кухню в складі садибного комплексу відокремлено від житлових і парадних приміщень, в окремій будівлі. Відтак, палладіанська композиція властива резиденціальним комплексам як пізнього бароко, так і класицизму.

## Класицизм
Класицизм домінував у польській архітектурі протягом другої половини XVIII — першої третини XIX ст. як вияв раціоналізму доби Просвітництва. Нова стилістика приходила з Франції, Італії, частково — з Німеччини як віддзеркалення загального захоплення щойно заново відкритою греко-римською античністю.
У палацовій архітектурі домінував вплив французького класицизму (Білий палацик у Лазенківському парку 1774—1777 р. архітектора Д. Мерліні — репліка версальського Малого Тріанону). При цьому зі строгою симетричністю архітектурних побудов контрастували вільні за системою розпланування ландшафтні парки так званого англійського типу, які неодмінно оточували кожну резиденцію. Значно пізніше класицистичні стильові риси проявилися при проєктуванні й будівництві громадських будівель — адміністративних та фінансових установ, навчальних і лікувальних закладів, музеїв, театрів, торговельних рядів тощо. З добою класицизму пов'язана поява типових або зразкових проєктів громадських, житлових і навіть сакральних будівель, придатних для масового застосування (альбоми архітектора Петра Айгнера).
Класицизм у Польщі, як і скрізь у Європі, був стилем, зорієнтованим на «класичний» античний зразок, що добре характеризує Храм Сівілли у палацовому парку в Пулавах архітектора П. Айгнера (1798—1801 рр.), який відтворює тип римського круглого храму Вести в Тібурі. Проте до найбільш поширених взірців належали твори А. Палладіо, що їх гравійовані плани, фасади й інші зображення були широко представлені у тодішній друкованій продукції. Знаменита палладіанська вілла Ротонда отримала безліч реплік не лише в Англії, а й у Польщі: саме від захоплення твором Палладіо походять найпоширеніші розпланувально-просторові композиції палаців (чи їх центральних частин) у вигляді куба з чотирма портиками за сторонами світу, центральним круглим залом, увінчаним куполом (палац 1800 р. у Любостроні архітектора С. Завадського, а також вже згадувана «Круликарня»). Ця доба стала часом масового будівництва шляхетських заміських палациків — одно- чи двоповерхових, з обов'язковим колонним портиком і фронтоном на чолі.
Міські палаци аристократії починають суттєво відрізнятися за композицією від заміських: зникають курдонери, багатоповерхові фасади виходять на лінію забудови вулиці. З кінця XVIII ст. розпочинається забудова головних вулиць Варшави мурованими триповерховими будинками стриманої класицистичної стилістики, зразком чого є житловий будинок, збудований у 1800 р. за проєктом архітектора Б. Цуга.
У царині сакральної архітектури класицизм проявився перебудовою старих костелів (фасади кармелітського костелу в Варшаві 1777—1789 рр., архітектор Е. Шрьогер) та спорудженням невеликих католицьких і лютеранських церков нових типів: здебільшого це ротонди з портиками на головних композиційних осях (лютеранська церква у Варшаві 1777—1779 рр., архітектор Б. Цуг; ротондальний костел у Пулавах 1803 р., архітектор П. Айгнер; костел Св. Олександра у Варшаві 1818—1823 рр., архітектор П. Айгнер). Проте зводилися й костели традиційного зального типу. А загалом обсяги сакрального будівництва значно зменшилися у порівнянні з попередньою добою. Тому класицизм — це перша стильова доба польської архітектури, коли сакральна архітектура втратила провідні позиції, поступившись цивільній.

## Пізній класицизм

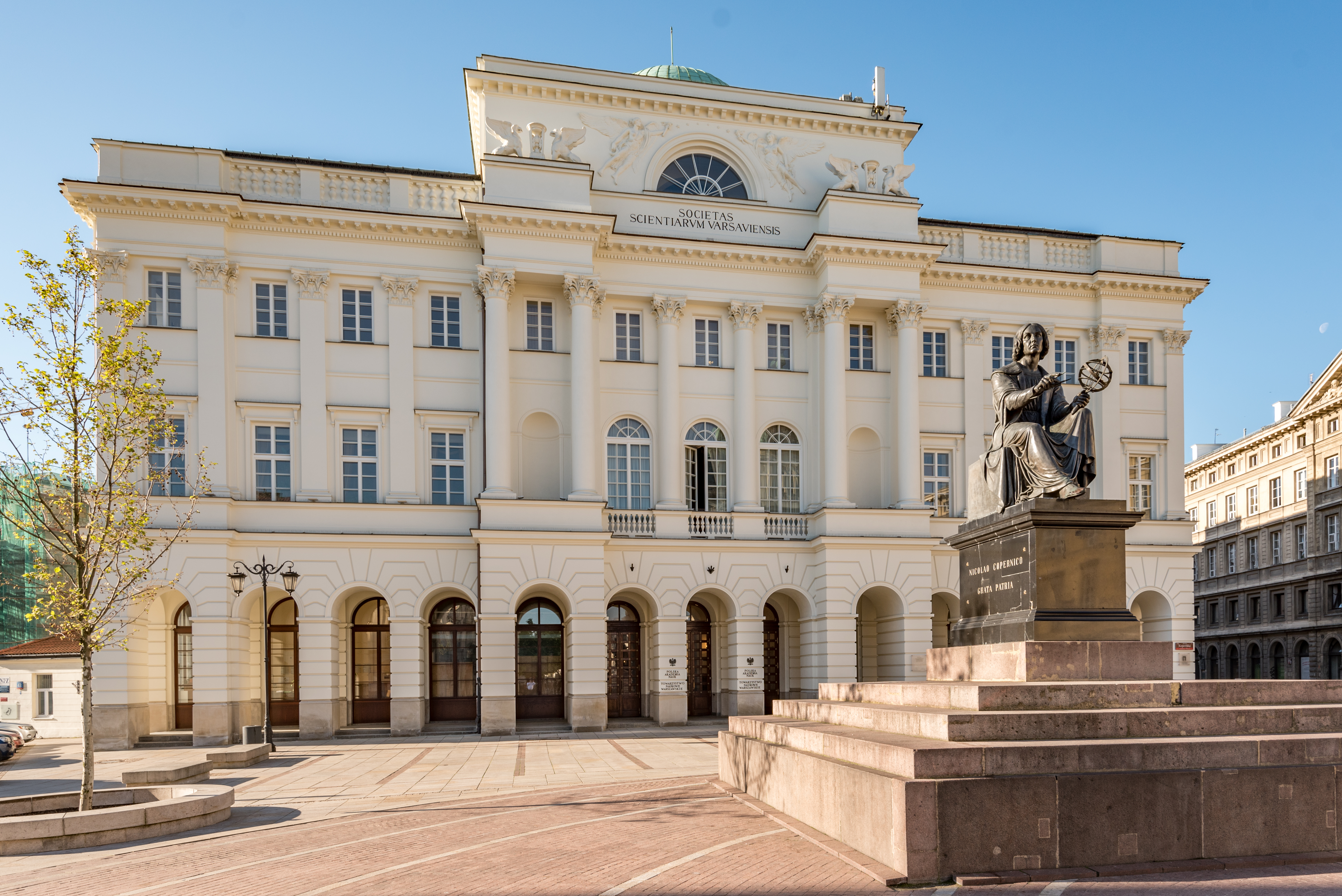
Палац Сташиця у Варшаві.

Для пізнього класицизму, який хронологічно пов'язаний здобою після завершення наполеонівських воєн і захопленням у 1815 р. колишнього Варшавського герцогства Російською імперією, характерні значні обсяги будівництва, великі репрезентативні будівлі, які задали новий, великий масштаб площам і вулицям Варшави, для багатьох з яких стилістика класицизму стала домінуючою. Провідним архітектором пізнього класицизму в Польщі є італієць Антоніо Корацці, котрий розпочав свою діяльність тут з 1818 р. Його основні будівлі в Варшаві: палац Сташиця 1818—1823 рр., Скарбниця (1824 р.) і Польський банк (1825 р.), Великий театр 1825—1833 рр. — один із найбільших у Європі. Усі вони вирішені у великому архітектурному масштабі, з застосуванням довгих метричних шерегів аркад і колонад, які дозволили сформувати значні містобудівні ансамблі.

## Історизм, еклектика і модерн

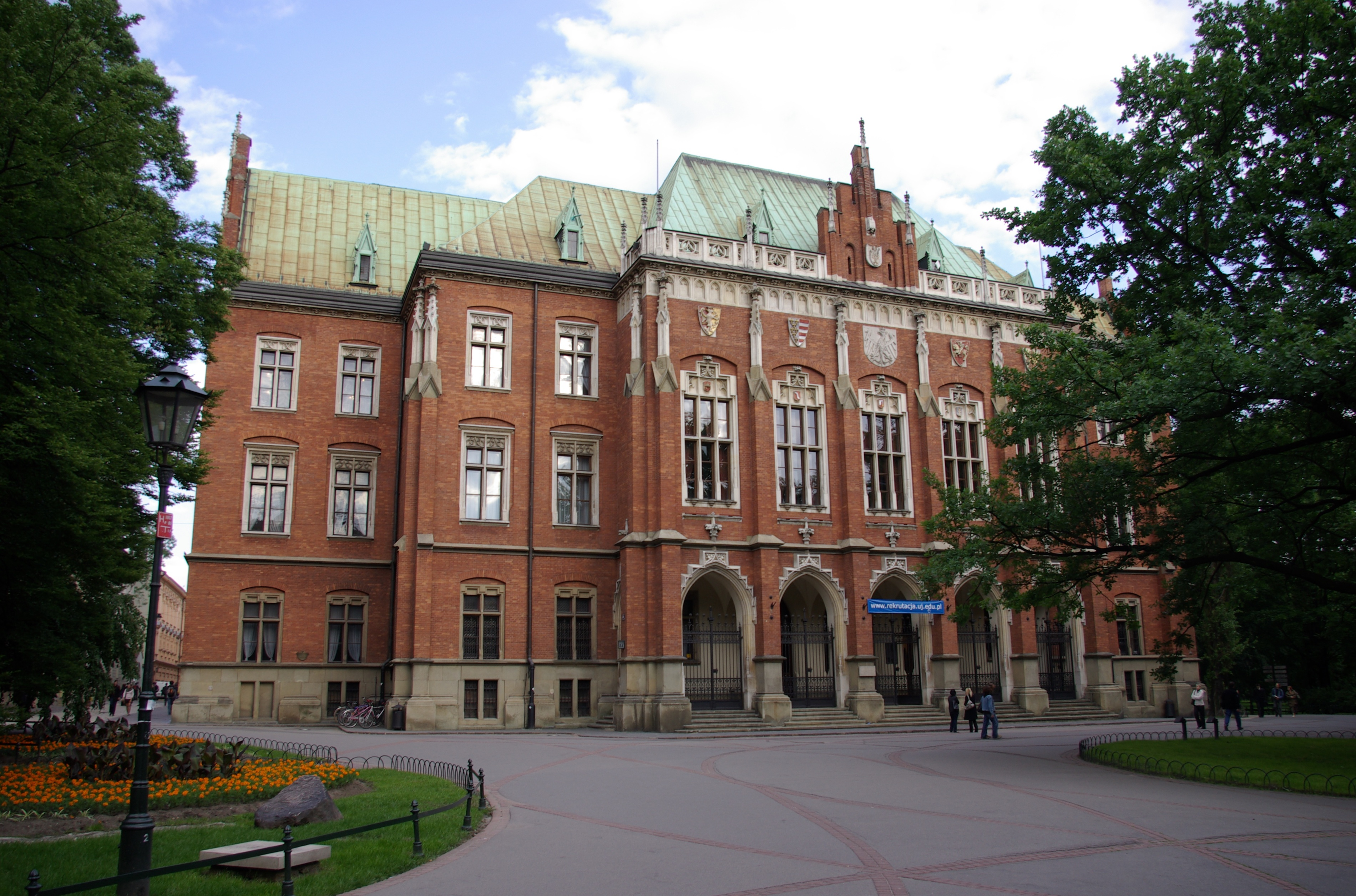
Collegium Novum

Ці напрями у польській архітектурі охоплюють період другої третини XIX — початку XX ст. На той час територія колишньої польської держави лишалася поділеною між Пруссією (Німеччиною), Російською та Австрійською (Австро-Угорською) імперіями. У Кракові було успішно застосовано досвід будівництва віденського Рінгу — на місці знесених середньовічних оборонних мурів і ровів виник парк Планти, що оточив по периметру все старе середмістя. Тогочасна краківська архітектура була зорієнтована на віденські зразки, на так званий стиль Рінгштрассе. У стилістичному плані це була еклектика з домінуванням неоготики (Collegium Novum Ягеллонського університету 1883—1887 рр., архітектор Ф. Ксежарський) та неоренесансу (театр імені Юліуша Словацького 1893 р., архітектор Я. Завейський). Аналогічна стилістика домінувала й в інших польських землях. Так, у неоготичній стилістиці за проєктами знаменитого німецького архітектора Карла Фрідріха Шинкеля збудовано палаци: у Корніку біля Познані (1845—1860 рр.) та в Кам'янці-Жабковіцькому (1838—1863 рр.), а архітектор І. Штомпф у 1823—1826 рр. перебудував замок у Любліні. В цій же стилістиці в другій половині XIX — на початку XX ст. виконано фасади багатьох прибуткових будинків у Варшаві. У неоренесансній стилістиці витримані головний корпус варшавської Політехніки (1889—1901 рр., архітектор С. ІІІіллер), готель «Брістоль» у Варшаві (1900 р., архітектор В. Марконі), а також більшість будівель представницького класу — банки, готелі тощо.

## Модерн
Стиль модерн виник як спроба відмовитися від стилізаторства й еклектики та винайти новий архітектурний стиль, що відповідав би духові часу. Модерн у польській архітектурі представлений його трьома напрямами, властивими й іншим країнам Європи: декоративним, раціональним, національно-романтичним
Модерн, чи Сецесія, був стилем інтернаціональним. На противагу його космополітизму польські архітектори з 1890-х рр. розпочали пошуки польського національного стилю в архітектурі, так званого стилю народового. Провідною постаттю цього архітектурного напряму став Станіслав Віткевич — мистецтвознавець, письменник, художник і архітектор, У 1886 р. він приїхав до містечка Закопаного в польських Татрах і, захопившись красою форм і конструктивною логікою гуральських дерев'яних будівель, почав дошукуватися в них основ «прапольського» національного стилю, який належало відродити. Тим часом Закопане стало модним гірським курортом, тож протягом 1892—1913 рр. С. Віткевич збудував тут кілька десятків дерев'яних вілл, стилізованих під гуральську традиційну архітектуру, а також дерев'яний костел. Так виник «Закопанський стиль», що вплинув на пошуки національної своєрідності в архітектурі інших народів Центрально-Східної Європи — чехів, словаків, угорців, українців.
У подальшому, після завершення Першої світової війни, архітектура Польщі розвивалася в єдиному річищі з архітектурою Західної Європи, пройшовши етапи функціоналізму, Ар-Деко, сталінського ретроспективізму, «інтернаціонального стилю» та постмодернізму.